# SpVgg Altenwald
Die Spielvereinigung „Eintracht“ Altenwald e. V. ist ein deutscher Fußballverein mit Sitz im Stadtteil Altenwald der saarländischen Stadt Sulzbach/Saar im Regionalverband Saarbrücken.

## Vorgängervereine
Schon früh gab es in dem heutigen Stadtteil von Sulzbach das bestreben Fußball zu spielen. Doch erst einmal kam der Erste Weltkrieg dazwischen und wurde erst am 13. Juli 1919 ein eigener Verein gegründet. Dessen Name war zuerst Der Sport und Spielclub „Freie Elf“. Im Jahr 1920 folgte dann für den Verein die Aufnahme in den Süddeutschen Fußballverband. Ein weiteres Jahr später schloss sich der Verein mit dem lokalen Turnverein und der Turngesellschaft zum Turn- und Sportverein von 1891 zusammen. Durch die Reinliche Scheidung kam es im Jahr 1926 wieder zum Bruch des gemeinsamen Vereins, wodurch die bis heute bestehende Spielvereinigung entstand.

## Geschichte

### 1920er bis 1990er Jahre
Der neue Verein beruft sich dabei aber auf sein ursprüngliches Gründungsdatum. Die erste Fußball-Mannschaft erlangte in der Saison 1926/27 dann die Meisterschaft in der B-Klasse. In der A-Klasse dümpelte der Verein aber eher vor sich hin und platzierte sich zumeist im Mittelfeld der Tabelle. Im Jahr 1935 gelang dann nochmal der Aufstieg in die 1. Kreisklasse. Nach dem Ausbruch des Zweiten Weltkriegs wurden zwar viele Spieler einberufen, jedoch konnte trotzdem der Spielbetrieb weiter geführt werden. Nach dem Ende des Krieges spielte der Verein in der Kreisliga 2 und erlangte dort im Jahr 1946 direkt die Meisterschaft. Nach einer weiteren neuen Spielklassenverteilung spielte man lange Zeit in der A-Klasse mit. Zur Saison 1959/60 gelang dann schließlich der Aufstieg in die 2. Amateurliga. Von dort aus ging es dann direkt weiter in die Amateurliga Saarland. Diese war für die Mannschaft dann aber zu viel und so platzierte man sich mit 14:38 Punkten am Ende der Spielzeit 1961/62 auf dem 13. Platz und musste somit wieder absteigen. Es sollte nicht lange dauern, um dann nach der Saison 1964/65 auch aus der 2. Amateurliga abzusteigen. Zuerst spielte man danach eine gute Rolle in der A-Klasse, musste nach der Spielzeit 1970/71 dann jedoch auch in die B-Klasse absteigen.
In der Saison 1983/84 spielte die erste Mannschaft mittlerweile wieder in der Kreisliga A und erreicht am Ende die Meisterschaft, womit es in die Bezirksliga ging. Hier etablierte man sich über die nächsten Jahre und konnte nach mehreren Trainerwechseln schließlich am Ende der Spielzeit 1994/95 ebenfalls die Meisterschaft feiern. Somit stieg die Mannschaft in die Landesliga Süd/West auf. Nach zwei Spielzeiten, in denen man sich gut schlagen konnte, verließen einige Spieler den Verein, womit man nicht mehr mithalten konnte und nach der Saison 1997/98 wieder in die Bezirksliga absteigen musste. Aber auch hier ging es gleich weiter nach unten in die Kreisliga A, aus der ein weiterer Abstieg dann auch nur im letzten Moment verhindert werden konnte. Infolgedessen gelang immer wieder eine gute Tabellenplatzierung, jedoch wurde die Meisterschaft stets verpasst.

### Heutige Zeit
Zur Saison 2002/03 schlossen sich die Mannschaften der Spielvereinigung und des SV Schnappach zu einer Spielvereinigung zusammen. Damit spielte die erste Mannschaft dann in der Landesliga. Nach der Saison 2003/04 musste die Mannschaft mit 22 Punkten jedoch über den 15. Platz absteigen. Aufgrund von internen Streitigkeiten kam es schnell zum Bruch und es kam dann nur noch in der nächsten Saison zu einer Zusammenarbeit in der Bezirksliga. Dort konnte die Klasse dann auch noch gehalten werden. Durch die frühzeitige Aufkündigung der SG durfte die Altenwald das Startrecht in der Bezirksliga behalten und Schnappach in der B-Klasse neu anfangen. Bedingt durch diese Auflösung wechselten einige Spieler auch zum anderen Verein und somit wurde die Spielstärke wieder einmal geschwächt. Mit lediglich sechs Punkten ging es nach der Saison 2005/06 somit wieder runter in die Kreisliga A.
In der Saison 2009/10 war die Kreisliga A mittlerweile zur untersten Spielklasse geworden. Hier gelang nach der Saison 2011/12 mit 67 Punkten wieder die Meisterschaft und damit die Rückkehr in die Bezirksliga Saarbrücken. Hier traf man nun auch wieder auf den ehemaligen Partnerverein SV Schnappach. Zwar gelang es öfters sich auf den vorderen Plätzen der Liga zu positionieren, jedoch dauerte es eine Zeit lang, bis es wirklich um den Aufstieg spannend wurde. Nach der Spielzeit 2016/17 gelang mit 74 Punkten der zweite Platz in der Liga und damit die Teilnahme an einer Aufstiegsrunde um den Aufstieg in die Landesliga. Im ersten Spiel setzte man sich mit 8:5 nach einem Elfmeterschießen gegen die SG 04 Britten-Hausbach durch. Im zweiten Spiel ging es dann gegen die zweite Mannschaft des SV Röchling Völklingen, das Spiel gegen diese ging mit 1:1 aus, womit am Ende beide Mannschaften aufsteigen duften. Die Saison 2017/18 schloss man dann auch gleich mit 42 Punkten auf dem neunten Platz ab. In dieser Spielklasse ist der Verein auch noch bis heute vertreten.